# 털다리흡혈박쥐
털다리흡혈박쥐(Diphylla ecaudata)는 주걱박쥐과 흡혈박쥐아과에 속하는 현존하는 3종의 흡혈 박쥐의 하나이다. 털다리흡혈박쥐속(Diphylla)의 유일종이다. 조류의 피를 주로 먹는다. 남아메리카와 중앙아메리카 그리고 멕시코 남부의 열대 및 아열대 숲에서 주로 산다.

## 아종
2종의 아종이 알려져 있다.
- D. e. centralis - 파나마 서부부터 멕시코까지 서식.
- D. e. ecaudata - 브라질부터 페루 동부 그리고 파나마 동부까지 서식.

## 같이 보기
- 흡혈박쥐
- 흰날개흡혈박쥐